# 天使不敢涉足的地方
《天使不敢涉足的地方》（英語：Where Angels Fear to Tread）是英国作家爱德华·摩根·福斯特的一部小说，出版于1905年。书名源于亚历山大·蒲柏的《批评论》（An Essay on Criticism：“傻瓜们冲进天使不敢涉足的地方”。

## 情节
丧偶的莉娅·赫里顿和朋友卡罗琳·艾伯特结伴前往托斯卡纳旅行，爱上了吉诺，一个比自己年轻很多的英俊的意大利男人，决定留下来。亡夫的家人非常愤怒，派莉娅的叔伯菲利普到意大利，来阻止这个错误。但他来得太迟，莉娅已经嫁给吉诺，并且怀孕。她生了一个儿子，但死于分娩。卡罗琳决定再次去托斯卡纳，把孩子从她所认为的困难生活中拯救出来。赫里顿家又派菲利普和妹妹哈里特去意大利，挽救家庭的声誉。他们公开表明，前往意大利获得婴儿监护权，让孩子作为英国人长大，是他们的权利和义务。
菲利普和哈里特在蒙特里亚诺见到了卡罗琳。菲利普和卡罗琳最终都折服于意大利的魅力，使他们原来的动机产生动摇。他们又了解到，吉诺非常爱孩子。这时，哈里特绑架了婴儿，但不小心翻车，孩子死了。吉诺听到这个消息，攻击菲利普，但由于卡罗琳的调解，两人和解了。最后，当菲利普和卡罗琳回到英国时，他意识到，他爱上了卡罗琳。但他无法和她在一起，因为，她戏剧性地承认，自己爱上了吉诺。